# Mono (byggnad)

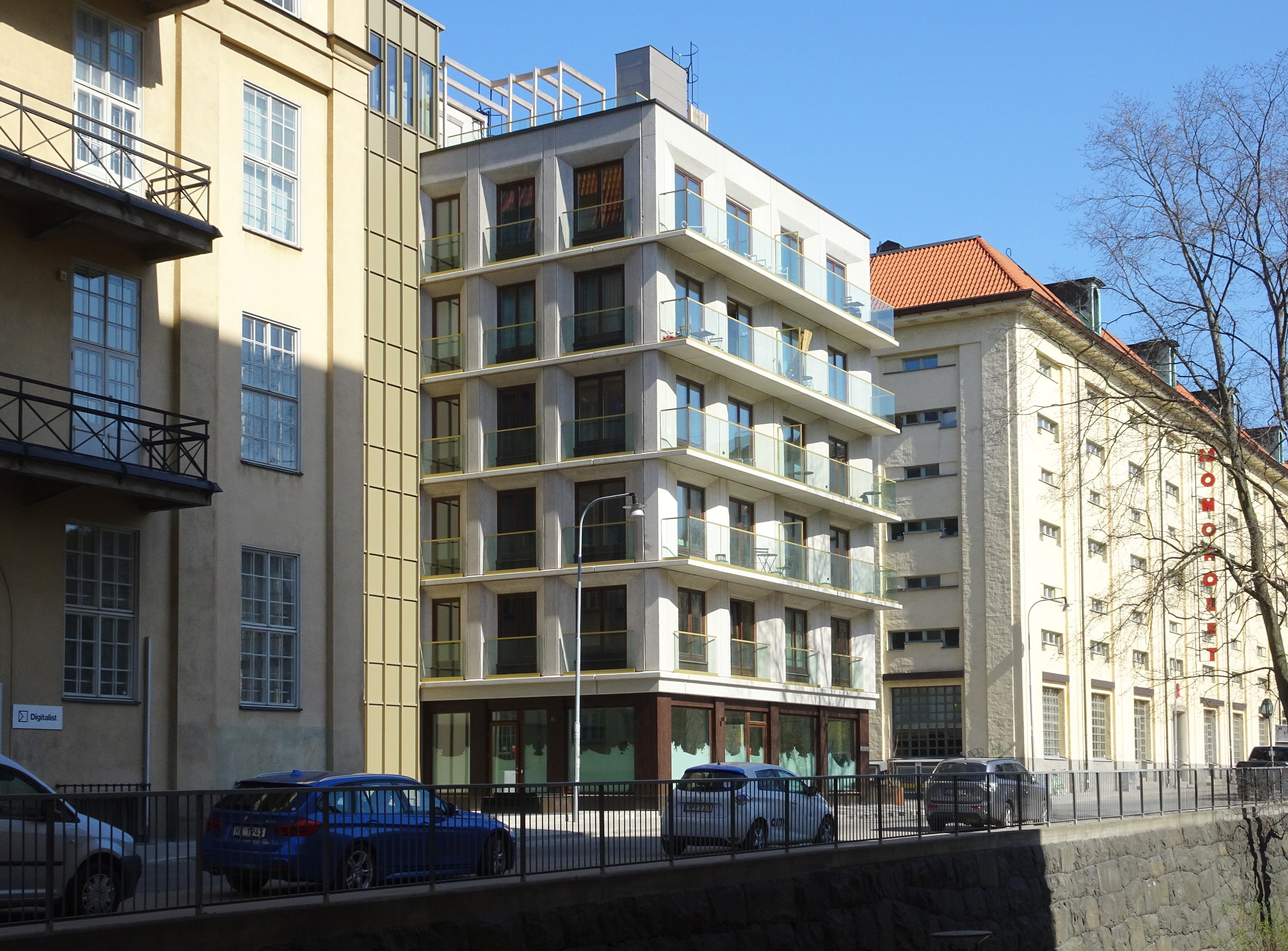
Bostadshuset "Mono", april 2019.

Mono kallas ett flerbostadshus vid Maria Bangata 2B på Södermalm i Stockholm. Byggnaden ritades av arkitektkontoret Koncept Stockholm och nominerades till Årets Stockholmsbyggnad 2019.

## Bakgrund

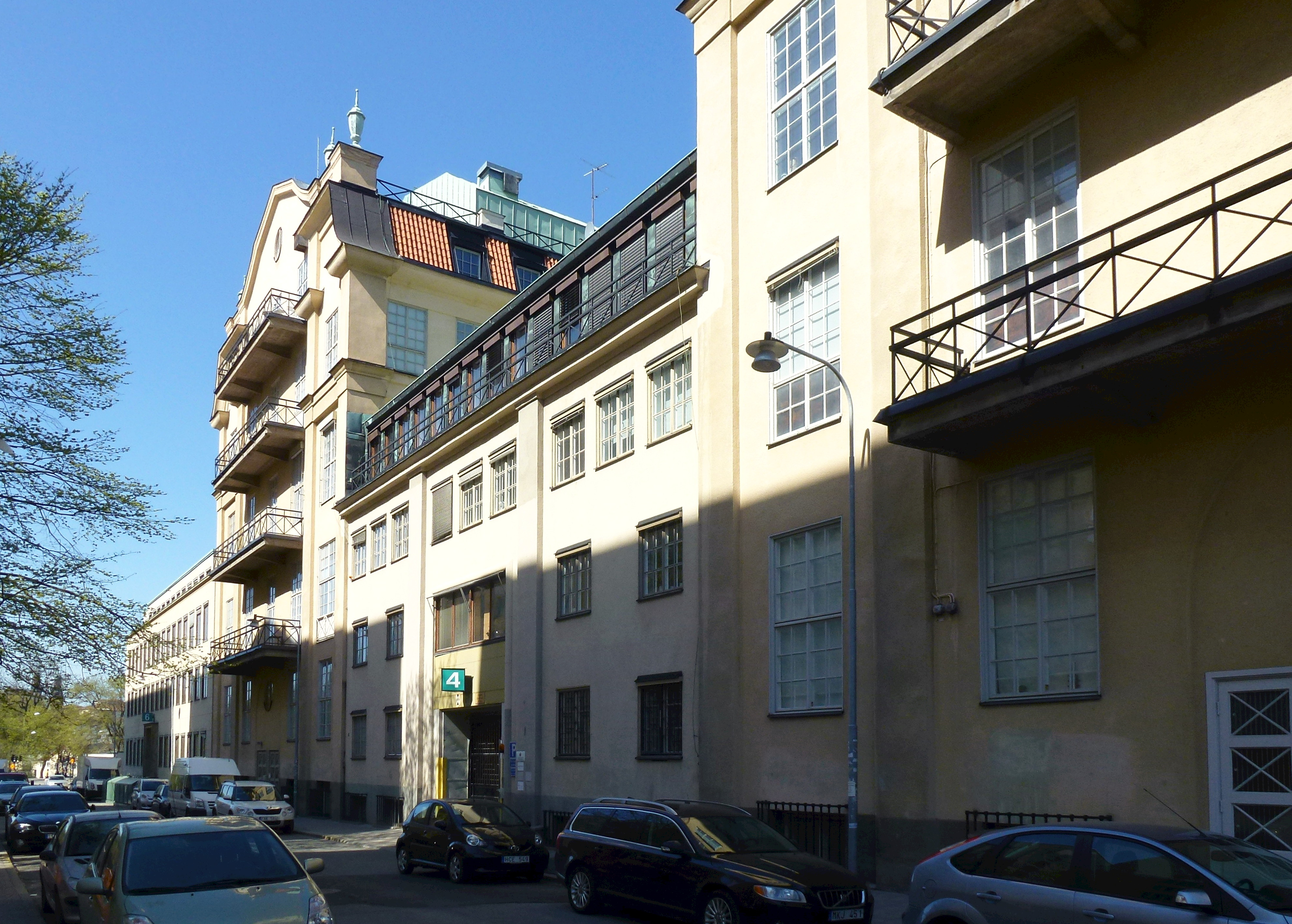
Portalbyggnaden, april 2014.

Byggnadens namn ”Mono” inspirerades av kvarteret Tobaksmonopolet där huset är beläget. På fastigheten lät Svenska Tobaks AB mellan 1917 och 1939 uppföra fabriks- och kontorslokaler för sin verksamhet. För utformningen stod bland andra arkitekterna Ivar Tengbom och Eskil Sundahl. Tillverkningen av tobaksvaror lades ned 1965. Byggnaderna är bevarade och har efterhand fått nya funktioner. Idag är större delen av kvarteret kulturminnesskyddat. Stadsmuseet i Stockholm grönmärkte bebyggelsen vilket innebär att den bedömts vara särskilt värdefull från historisk, kulturhistorisk, miljömässig eller konstnärlig synpunkt.
Inom den nybildade fastigheten Tobaksmonopolet 9 föreslogs några större förändringar, bland annat ett nytt bostadshus. Det nya bostadshuset ”Mono” ersatte den något lägre portalbyggnaden mellan före detta tobaksmagasinet och före detta tobaksfabriken. 

## Byggnadsbeskrivning
En ny detaljplan vann laga kraft i december 2014. Därefter revs den gamla portalbyggnaden. Byggherre för nya ”Mono” var Glommen & Lindberg som anlitade arkitektkontoret Koncept Stockholm att utforma den nya byggnaden. Gestaltningen av det nya bostadshuset skulle enligt detaljplanen skilja sig från befintliga byggnader så att det tydligt framgår att det är ett tillägg i den äldre fabriksmiljön.
Koncept ritade en kubisk byggnad i sex våningar. Fasaderna gestaltades i fasetterad, obehandlad betong med sammanhängande balkonger mot gatan och gården samt franska balkonger på sidorna. Samtliga balkongfronter utfördes glasade i klarglas. I höjd med bottenvåningen kläddes fasaderna med brunlaserade träpartier. I bottenplan finns restaurang med plats för uteserveringar på båda sidor om huset och på taket ligger en takterrass. I den nya anläggningen ryms 59 lägenheter med storlekar mellan 1 r.o.k. och 3 r.o.k. (23 - 74 m²).

## Nominering till Årets Stockholmsbyggnad 2019
Tillsammans med nio andra finalister nominerades Mono till den årliga arkitekturtävlingen Årets Stockholmsbyggnad 2019. Juryns kommentar lyder:
| ” | Ett projekt i samtida form som inordnar sig istället för att förhäva sig. En ny byggnad på platsen var kanske ingen självklarhet – men väl där känns den självklar. Enkla och tydliga grepp skapar en byggnad som känns tidlös: klassisk men ändå modern. | „ |

Mono, Maria Bangata
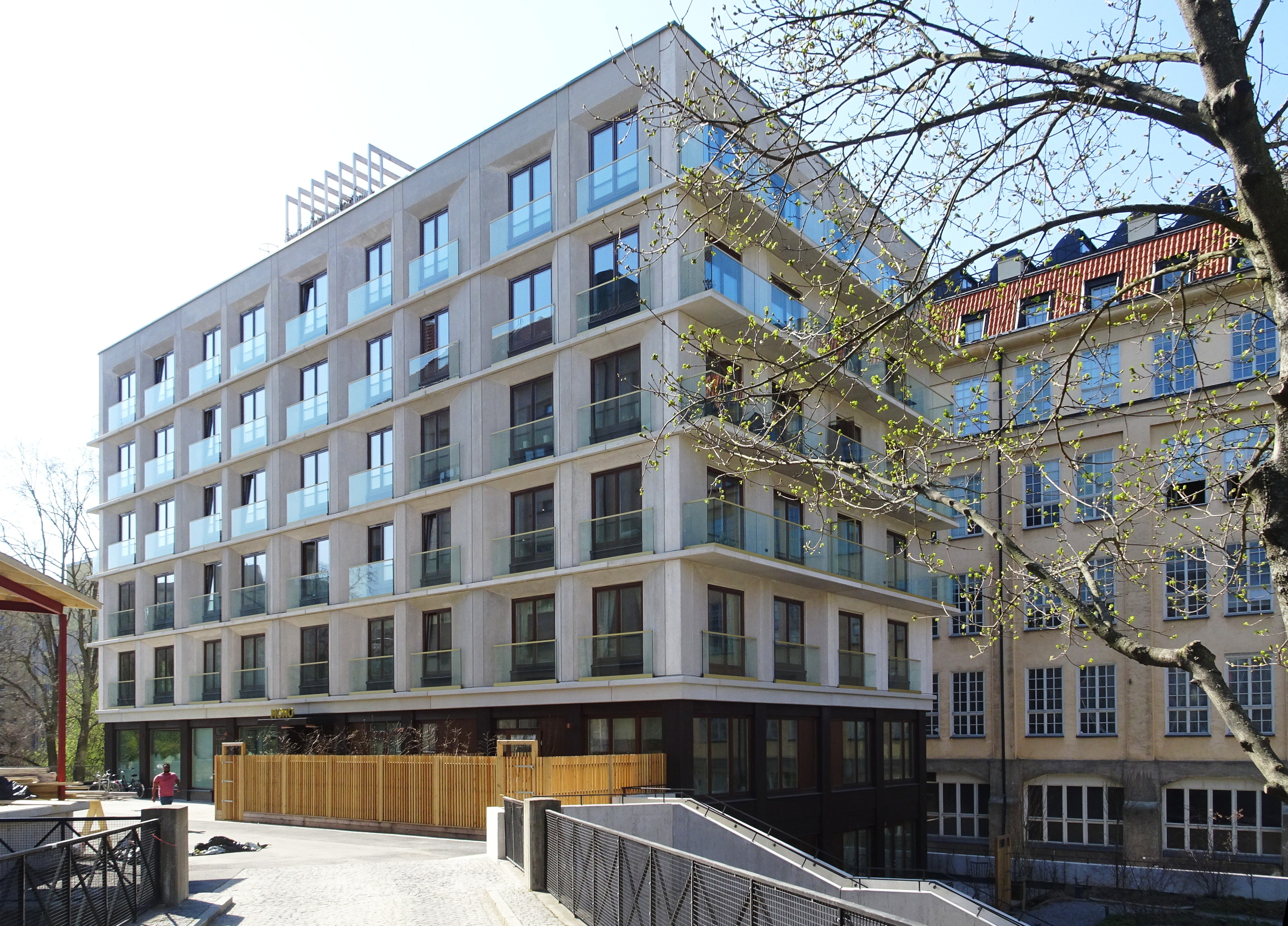
Fasad mot sydost.
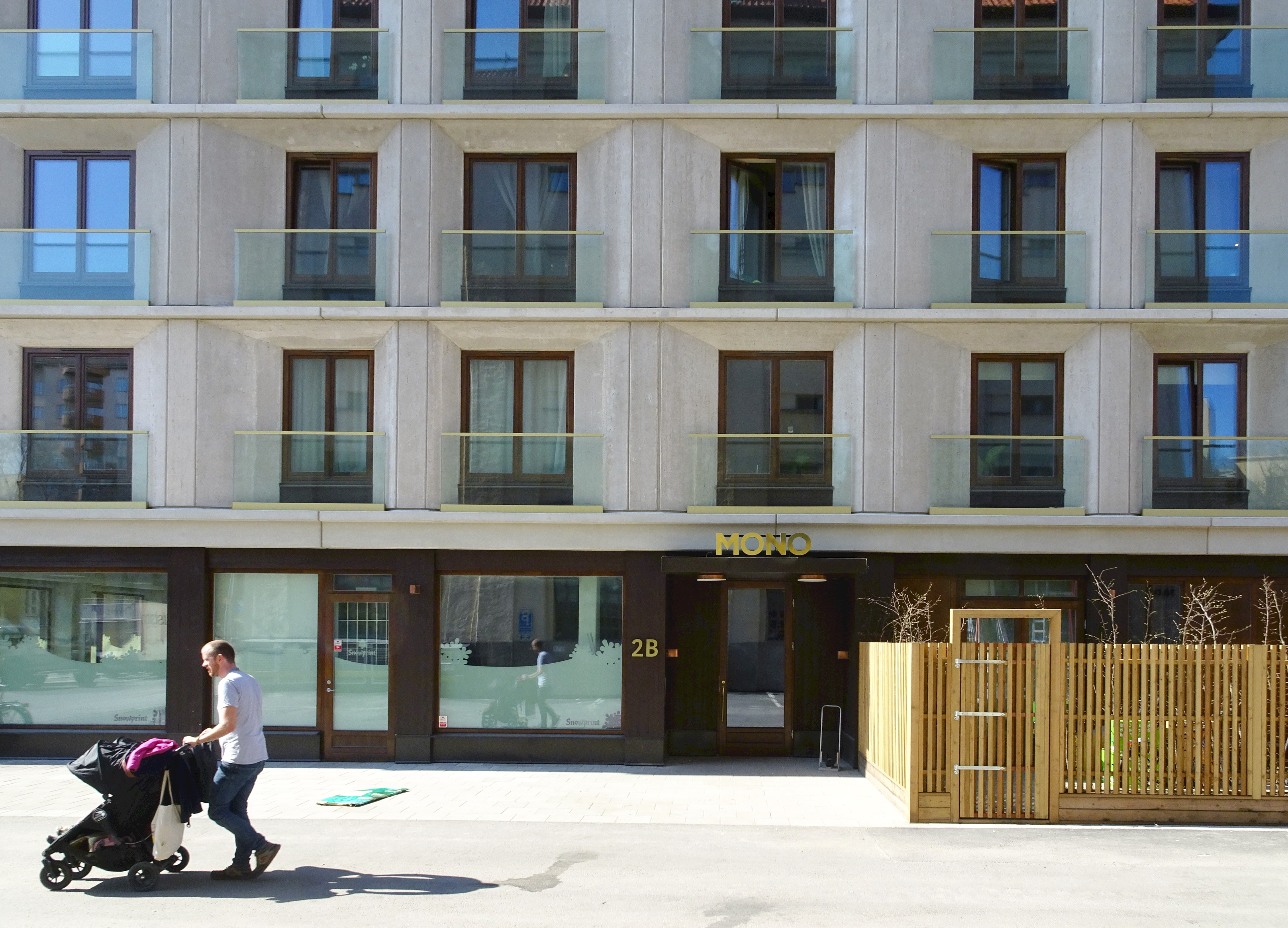
Entrén och franska balkonger
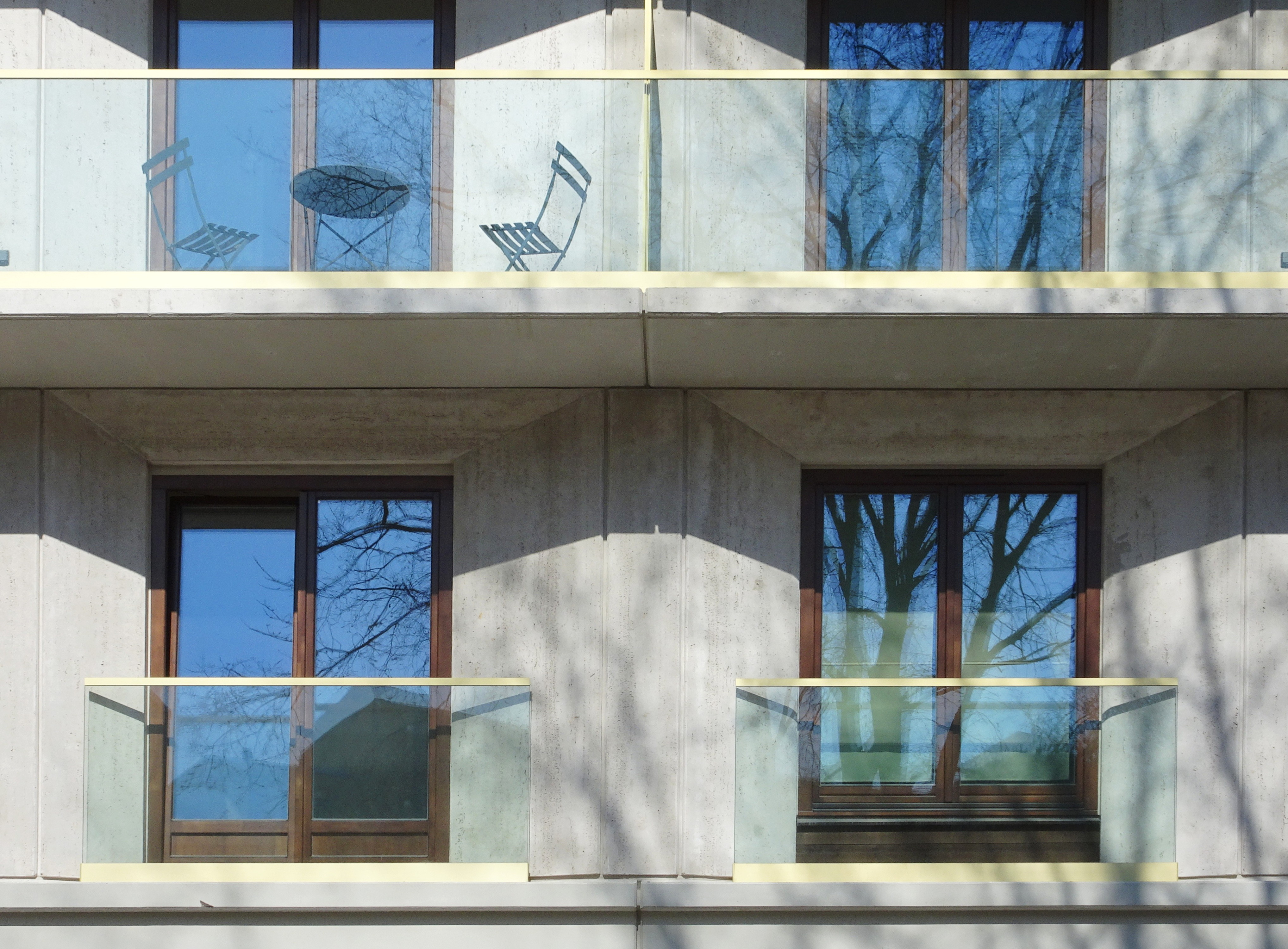
Balkonger mot Maria Bangata
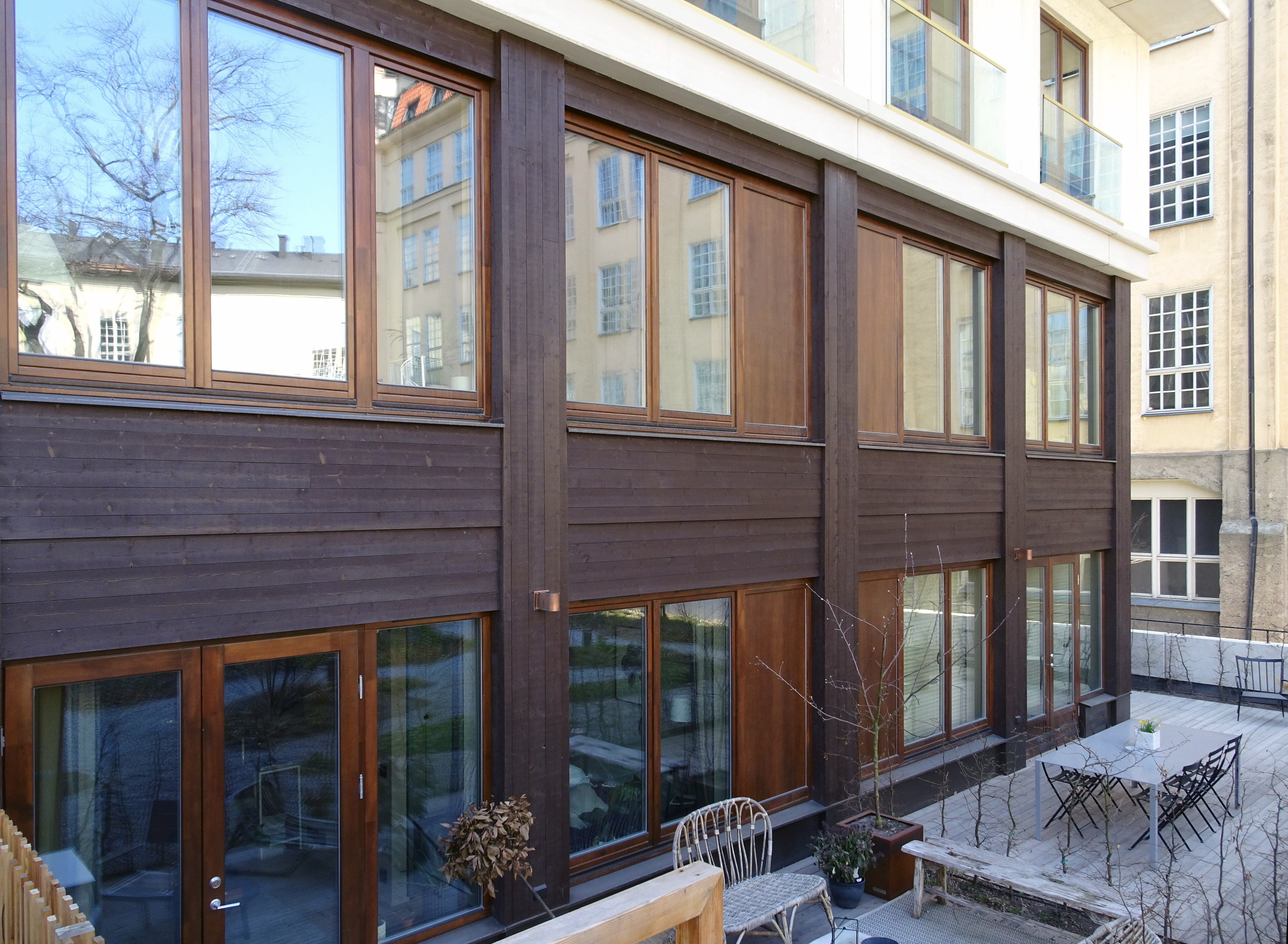
Träpartier mot gården.